# 他盛华
他盛华（1956年—），云南陆良人，汉族，中华人民共和国政治人物、第十二届全国人民代表大会云南地区代表。
毕业于云南工学院化工机械专业。加入中国共产党，现任云天化集团有限责任公司董事长、党委书记，兼任云南磷化集团有限公司董事长。2013年，担任全国人大代表。